# Bahnhof Wemyss Bay

Der Bahnhof Wemyss Bay ist ein Kopfbahnhof in der schottischen Stadt Wemyss Bay in Inverclyde. 1971 wurde das Bauwerk in die schottischen Denkmallisten in der höchsten Kategorie A aufgenommen.

## Verkehr
Der Bahnhof wurde im Jahre 1865 als Endbahnhof der Greenock and Wemyss Bay Railway, die Greenock mit Wemyss Bay verband, eröffnet. Zwischen 1903 und 1904 konzipierte die Caledonian Railway das Gebäude grundlegend neu. Heute ist Wemyss Bay der Endbahnhof der Inverclyde Line von ScotRail, welche die Region an die Stadt Glasgow anbindet. An den Bahnhof grenzt ein Fähranleger an, welchen die Fähre zwischen Wemyss Bay und Rothesay auf der Insel Bute regelmäßig bedient.

## Beschreibung
Das Bauwerk ist im Süden von Wemyss Bay an der A78 gelegen. Als Architekt des Neubaus zu Beginn des 20. Jahrhunderts zeichnete James Miller verantwortlich. Das Bahnhofsgebäude ist teilweise mit Blendfachwerk gearbeitet und die Fassaden mit Harl verziert. Die Dächer sind mit rotem Ziegel eingedeckt. Links ragt ein Turm im mediterranen Stil auf. Die beiden Bahnsteige enden in einer Halle, die ein Segment von etwa zwei Drittel eines Kreises beschreibt. In dem runden Gebäude im Zentrum des Kreises ist der Fahrkartenverkaufsschalter eingerichtet. Von dort aus wölbt sich eine gläserne Dachkonstruktion an Stahlträgern über die Halle. Die Dachkonstruktion setzt sich in südwestlicher Richtung fort und überdacht die geschwungene Passage zum Fähranleger. 1994 wurde das Bauwerk für 1,8 Millionen £ restauriert. Die Wemyss Bay Railway Station wird zu den schönsten Bahnhöfen aus dieser Periode im Vereinigten Königreich gezählt.

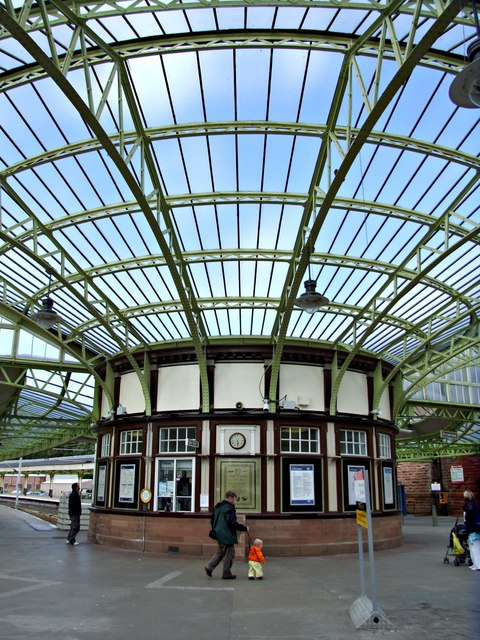
Bahnhofshalle
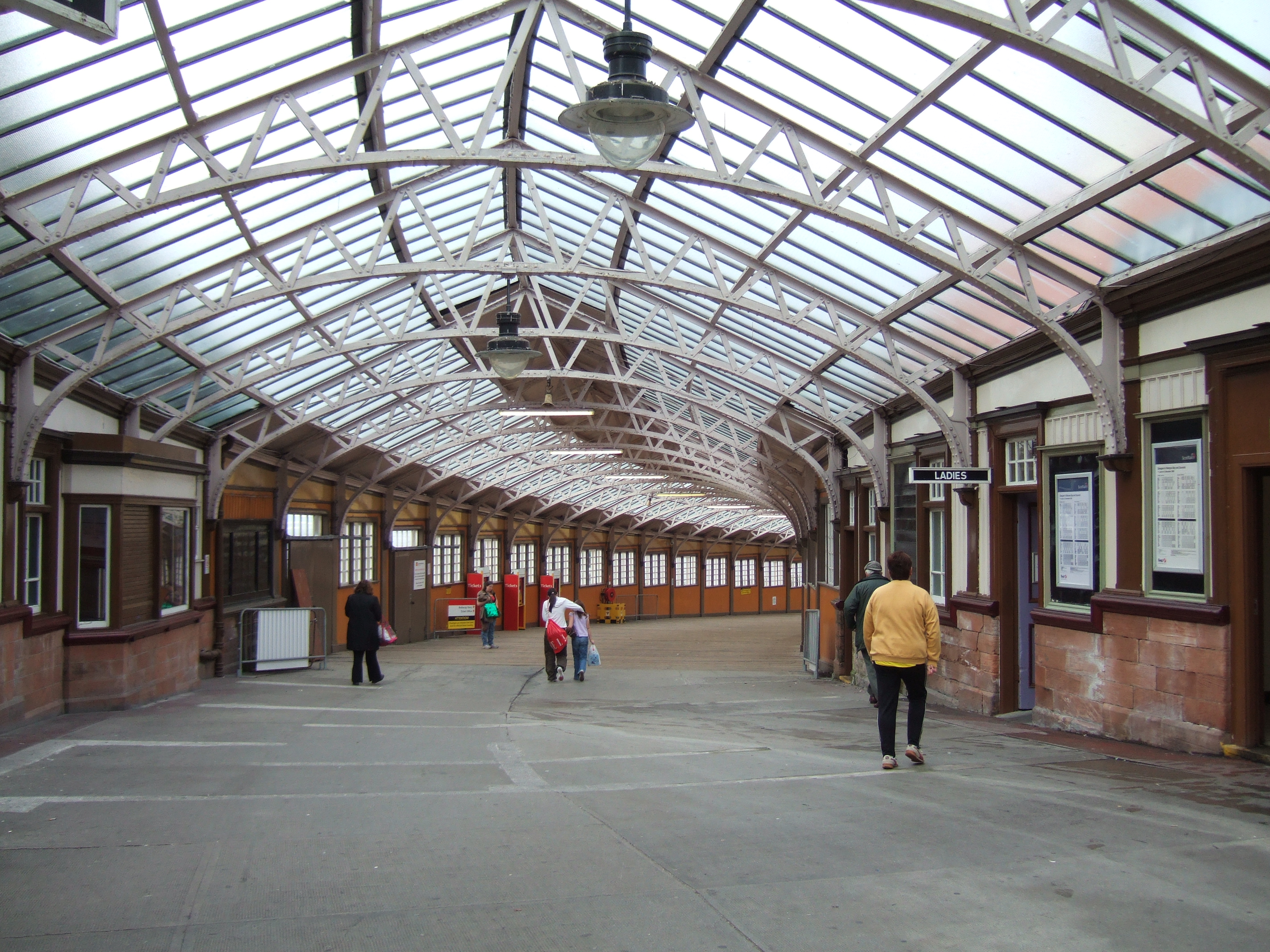
Überdachter Übergang zwischen Bahnhof und Fähre